# Personaggi di Soulcalibur

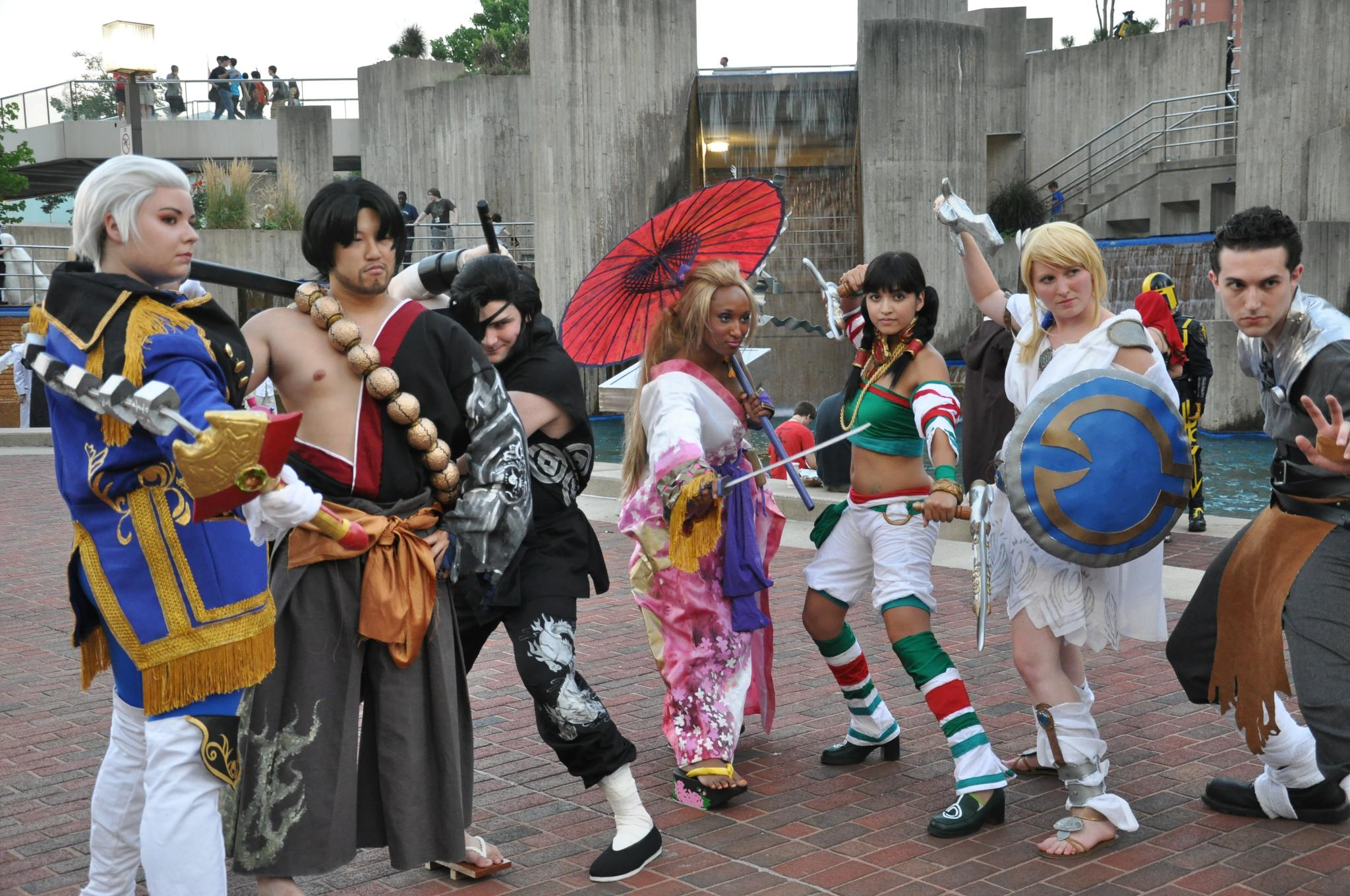
Alcuni cosplay dei personaggi di Soulcalibur

Di seguito sono elencati tutti i personaggi dell'intera saga.

## Personaggi principali

### Algol
È doppiato da: Joji Nakata (giapponese)
Algol (アルゴル?, Arugoru), conosciuto anche come il Re Eroe (in Soulcalibur V diventa il Grande Re Eroe), è un combattente leggendario in grado di sfruttare i poteri delle due spade Soul Edge e Soul Calibur senza sortirne l'influenza perversa.
Secondo Hideo Yoshie, il principale designer dei personaggi, Algol è colui che sonda il terreno per diventare il più forte personaggio di tutta la saga di Soulcalibur. Il suo costume è stato molto difficile da disegnare, poiché deriva da una civiltà andata ormai perduta. Senza armatura, è ben visibile sul suo petto il tatuaggio di un occhio; ha le unghie lunghe, i capelli bianchi e gli occhi dorati.
Algol utilizzò la Soul Edge per portare serenità nelle proprie terre; tuttavia il figlio Arcturus rubò la spada, perché geloso del potere del padre, e ne fu posseduto. Algol fu costretto a combattere il proprio figlio e ad ucciderlo. Colto dal rimorso per l'omicidio del figlio, Algol volle creare una spada che potesse contrastare la Soul Edge. Dopo innumerevoli tentativi e grazie all'aiuto di alcuni saggi, utilizzando i frammenti della spada malefica riuscì a creare la Soul Calibur, ma non senza un grande sacrificio: infatti a conclusione del procedimento venne sigillata l'anima di Algol nella spada stessa, affinché potesse proteggere il villaggio nei secoli. A causa degli scontri tra Soul Edge e Soul Calibur, lo spirito di Algol iniziò a risvegliarsi e ad accumulare il potere scaturito dai combattimenti. Durante il sedicesimo secolo, l'anima divenne capace di fuoriuscire dalla spada e di ricreare il corpo del Re Eroe, così come era un tempo. Tuttavia per restare in vita aveva bisogno di brandire entrambe le spade, attirando così vari guerrieri desiderosi di impossessarsene, che attendeva nella Torre della Memoria.
Nonostante abbia un aspetto maligno, sia bramoso di potere e abbia un ruolo di antagonista, Algol possiede un animo nobile, è dotato di un'indomabile volontà e aiuta gli altri ben volentieri. Nel finale di Sophitia Alexandra, lui la salva dal potere corruttivo della Soul Edge, proteggendo i suoi figli dalla spada. Molti dei personaggi buoni o neutrali, hanno Algol come boss finale, ma solo per impossessarsi della spada, non perché sia un'entità malvagia da sconfiggere.
È doppiato da Joji Nakata nella versione in giapponese. Secondo una lista stilata da Cheat Code Central, Algol è uno dei "migliori" dieci personaggi segreti nella storia dei videogiochi picchiaduro.

### Amy
È doppiata da: Kanako Tateno (Soulcalibur III) e Hitomi Nabatame (Soulcalibur IV-attuale) (giapponese)
Amy Sorel (エイミ・ソレル?, Soreru Eimi) è una giovane schermitrice di età sconosciuta e origini francesi. È la figlia adottiva di Raphael Sorel, che ha da poco acquisito il rango aristocratico di conte. Avendo trascorso molto tempo in viaggio con il padre, Amy ne acquisisce le abilità belliche, diventando anch'essa una spadaccina. Conducendo una vita solitaria, scarna e austera, Amy è una ragazzina dalla personalità introversa e alquanto restia al dialogo, che nutre totale fiducia solo nei confronti del suo nuovo padre. Amy si presenta come una fanciulla poco più che adolescente, dall'aspetto delicato e un po' tetro di una bambola, dagli occhi verdi e i capelli rossi, vestita solitamente di indumenti scuri.
Nasce nel 1576 in un villaggio in provincia di Rouen, in Francia, probabilmente figlia unica di due contadini morti di Peste quando lei aveva all'incirca undici anni. Amy conosce Raphael nel 1589 quando questi, braccato dalle autorità locali, viene inaspettatamente aiutato dalla ragazzina, che non provando particolare simpatia per le guardie, le depista con una falsa indicazione. Il gesto di Amy colpisce molto Raphael, tanto che egli inizia a provare un immediato e istintivo senso di protezione verso la ragazzina, e decide così di adottarla e portarla con sé nel suo viaggio alla ricerca della Soul Edge. Al termine della sua missione Raphael si ricongiunge ad Amy e acquista un castello in Romania, ove ritirarsi e dedicarsi completamente alla crescita e l'educazione della figlia, ma finendo contagiato da alcuni frammenti della Spada Malefica rimasti nelle sue ferite, sia lui che Amy, che lo stava curando ne rimangono contagiati, diventando una sorta di automi posseduti. Amy in particolare però, rimane così devastata dall'influenza della lama che diviene progressivamente incapace di reagire con il mondo esterno, e tale disagio affligge Raphael a tal punto che egli si prefigge il compito di trasformare l'intero mondo affinché esso possa interagire con la figlia, e inizia a seminare il potere della Soul Edge presso ogni dove, cominciando dai villici della sua contea, per poi dipanarsi nelle aree limitrofe. La folle impresa dell'uomo non tarda ad allertare il guerriero Kilik, che segue la scia di caos provocata dalle azioni di Raphael, purificando i luoghi e le persone da essa coinvolti, fino a raggiungere il maniero in cui risiedono i Sorel, dove trova Amy in stato semi catatonico. La vicenda si conclude in due modi, ovvero con il successo di Raphael nella sua impresa, oppure con la prevalsa di Kilik, che purifica Amy. Tuttavia, le vicende che seguono lasciano credito al primo epilogo. Con la ricomparsa della Soul Edge, Amy decide di mettersi sulle tracce del padre, già accorso alla ricerca della lama, e prende a svolgere le sue indagini separatamente.

### Arthur
È doppiato da: Toshiyuki Morikawa (Soulcalibur) e Masaya Takatsuka (Soulcalibur III) (giapponese)
Arthur (アーサー?, Āsā) è uno spadaccino inglese armato di katana. Sebbene non sia riuscito ad ottenere la Soul Edge, riesce a possederne un frammento. In seguito alla morte di sua moglie causata da quell'oggetto, egli decide di vendicarsi ponendosi come obbiettivo quello di distruggere l'arma malvagia. Appare solamente in alcune edizioni speciali di Soulcalibur come sostituto di Mitsurugi e come personaggio bonus in Soulcalibur III.

### Astaroth
Astaroth è un possente golem che è stato creato da una setta per ritrovare la Soul Edge. Per raggiungere lo scopo si allea con il malvagio Nightmare.

### Azwel
Azwel è uno dei principali antagonisti di Soulcalibur VI. Egli è un uomo di straordinaria intelligenza e studioso in molti campi, tra cui la storia, la medicina, la guerra e l'arte. I suoi studi sulla storia dell'umanità lo portarono alla conclusione che l'umanità si sarebbe autodistrutta attraverso guerre e altre calamità. Il suo amore fanatico per le persone lo ha portato a mettere in atto un terrificante piano per salvarli da loro stessi. La sua arma è un paio di guanti chiamati Palindrome: il guanto destro contiene un frammento della Soul Edge mentre quello sinistro ha un pezzo di Soul Calibur. Traendo il suo potere anche dalla memoria delle battaglie passate, conservata all'interno di quei frammenti, Azwel utilizza in combattimento tali guanti per evocare innumerevoli armi di tutti i tipi, anche contemporaneamente.

### Cassandra
Cassandra Alexandra è la sorella minore di Sophitia. Si presenta come un'adolescente bionda e, come la sorella, combatte con una spada e uno scudo. È nata ad Atene come sua sorella maggiore.

### Cervantes
Cervantes è un pirata spagnolo divenuto potentissimo dopo aver preso possesso della Soul Edge. È uno dei personaggi più ricorrenti della serie.

### Charade
Originalmente un soldato umano, Charade iniziò ad avventurarsi per raccogliere i frammenti della Soul Edge. Quando venne ucciso da alcuni banditi, i vari pezzi della Soul Edge, che erano intanto trattenuti dal cadavere, rianimarono Charade trasformandolo in un essere mostruoso composto da un bulbo oculare circondato da ossa. Charade ora aspira ad assorbire tutti i frammenti della Soul Edge e, probabilmente, a divenire un tutt'uno con essa. Charade è in grado di eseguire la scansione mentale dei guerrieri che affronta, creando armi fuori del suo corpo per seguire lo stile di combattimento che imita. Appare per la prima volta in Soulcalibur II.

### Dampierre
È doppiato da: Shigeru Chiba (giapponese)
Dampierre (ダンピエール?, Danpiēru) è un furfante codardo con la mania del gioco d'azzardo. Indossa un unitard a righe, un cilindro ed una bizzarra giacca bianca e gialla. È armato di due lame retrattili e combatte in modo imprevedibile utilizzando talvolta delle finte per cogliere di sorpresa l'avversario. Appare per la prima volta in Soulcalibur: Broken Destiny.

### Edge Master
È doppiato da: Daisuke Gōri (Soulcalibur) e Kōji Ishii (Soulcalibur V) (giapponese)
Edge Master (エッジマスター?, Ejjimasutaa) è un potentissimo e misterioso veterano giapponese che conosce innumerevoli stili di combattimento. Viene ricordato per essere il maestro di Kilik. Appare per la prima volta in Soulcalibur.

### Elysium
Elysium è lo spirito della Soul Calibur. Sebbene sia finora apparso con le sembianze di Sophitia, la sua forma originale è sconosciuta. Il suo stile di combattimento imita quello dei personaggi femminili presenti nel gioco e cambia di turno in turno. Appare solo in Soulcalibur V.

### Grøh
Grøh è l'unico personaggio introdotto in Soulcalibur VI insieme ad Azwel. Si tratta di un membro della misteriosa Organizzazione Aval, un gruppo antico e segreto che venne fondato quando un re usò la spada spirituale per sconfiggere la sua controparte maledetta e, in fin di vita, affidò loro sia la lama che la missione di liberare il mondo dai "malfestati": uomini contaminati dall'oscurità della Soul Edge. Brandisce due spade che possono connettersi l'un l'altra a mo' di doppia lancia.

### Hilde
Hildegarn von Krone è la giovane sovrana del regno tedesco di Wolfkrone. Aspira a distruggere le due spade leggendarie ed è armata di lancia e spada corta.

### Hwang
È doppiato da: Toshiyuki Morikawa (Soul Blade (arcade)), Wataru Takagi (Soul Blade (console)-Soulcalibur) e Naoki Imamura (giapponese)
Hwang Seong-gyeong (ファン・ソンギョン?, Fan Songyon) è un combattente coreano armato di spada cinese. Appare per la prima volta in Soul Blade.
Hwang appare vestito con un look in stile marziale cinese, spesso con una bandana intorno alla testa. I suoi capelli a spazzola son stati poi ripresi nel sviluppare Yun-Seong, che fisicamente ha molto in comune con Hwang, pur essendo più giovane e con i capelli rossi.
Figlio primogenito di una famiglia molto modesta, Hwang crebbe col un forte senso della giustizia, così appena fu abbastanza grande si iscrisse ad un dojo di arti marziali per imparare a difendersi e a prendersi cura delle persone a cui voleva bene. Talento naturale, Hwang divenne presto il miglior allievo della scuola, tanto che il suo maestro Seung Myong, che desiderava tanto aver un erede maschio (e invece ebbe una figlia, Seung Mina) considerò l'idea di adottarlo. Quando il Giappone, in costante espansione, minacciò di invadere la sua terra, la Corea, Hwang si arruolò immediatamente volontario per difenderne le coste, in prima linea contro il nemico. Quando venne a conoscenza della misteriosa Soul Edge, spada dei condottieri, in grado di spazzare via un intero esercito nelle mani di un capace guerriero, Hwang abbandonò allora la sua missione per dedicarsi alla ricerca della mitica arma. Senza esserne a conoscenza, venne seguito nel suo viaggio verso Occidente dalla figlia del suo mentore, Seung Mina, desiderosa di mostrare il suo valore di guerriera. Hwang viaggiò per tutta l'Europa in cerca della spada leggendaria, ma quando seppe che la Corea stava per esser sopraffatta, lui e Mina ritornarono in patria, dove lui venne accolto come un eroe nazionale. Nel finale alternativo di Soulcalibur III, Hwang viene posseduto dall'anima maligna della spada.

### Inferno
Inferno (インフェルノ?, Inferuno) è lo spirito della Soul Edge. Risiede negli inferi, e si presenta come una creatura fatta di ossa e fiamme che, in Soulcalibur II, racchiude nel suo corpo la Soul Calibur. È giocabile in Soulcalibur mentre in Soulcalibur II diviene il boss finale. Il combattimento cambia di turno in turno come un Edge Master. Ritorna in SoulcaliburVI.

### Ivy
Isabella "Ivy" Valentine è una sensuale nobildonna studiosa di alchimia. Durante la trama cerca di distruggere la Soul Edge, che ha dannato l'anima del suo padre biologico Cervantes. È armata con una spada che può distendersi come una frusta ed è dotata di volontà propria.

### Kilik
Kilik è un mistico armato del Kali Yuga, un leggendario bastone lungo.
Orfano di entrambi i genitori, venne allevato dai monaci del tempio di Ling-Sheng Su, artisti marziali di rinomata fama. Kilik, che divenne loro allievo, conobbe Xianglian, e crescendo insieme le si affezionò al punto di considerarla una vera e propria sorella. Una notte, Xianglian rivelò al fratello adottivo che lei era diventata la prescelta per ereditare il santo specchio Dvapara-Yuga. Ma oltre a ciò, gli rivelò anche i dettagli di una conversazione che aveva sentito: solo due dei tre tesori ancora esistenti si trovavano ancora al tempio, perché il Krita-Yuga era stata rubato anni fa da suo padre biologico. Tuttavia, la notte prima della cerimonia di successione, il seme del male scese sul tempio, e la presenza maligna ebbe il sopravvento sugli abitanti dell'edificio. Sentendo il male, i monaci che si stavano preparando per la cerimonia, cedettero immediatamente la proprietà dei manufatti sacri a Kilik e Xianglian. Pochi minuti dopo, tutti nel tempio persero la sanità mentale, tranne Xianglian. A causa della follia, combinata con la sua grande capacità, Kilik uccise molti membri del tempio, i quali si combattevano a vicenda, facendo uso delle loro letali tecniche di arti marziali. Xianglian realizzato il potere dello specchio lo mise intorno alla spalla Kilik, aiutandolo a riacquistare la sua sanità mentale, ma perdendo la propria. Quando Kilik riprese il controllo dei sensi, si accorse che i monaci si erano massacrati a vicenda. Cercò allora di uscire, ma l'unica sopravvissuta, Xianglian (totalmente corrotta dal seme del male), gli sbarrò la strada e lo attaccò. Nel duello che ne seguì, Kilik provò invano a fermare la sorella cercando di non farle del male, ma alla fine fu costretto ad ucciderla.
Edge Master, un vecchio consulente e docente di arti marziali di Ling-Sheng Su, trovò il corpo privo di sensi di Kilik nel tempio e lo portò con sé. Dopo due giorni, Kilik, infine si svegliò, e Edge Master gli rivelò la verità: Kilik e Kali-Yuga erano stati infettati con il seme del male, la cui fonte era la spada demoniaca, Soul Edge. L'unica cosa che proteggeva la sua salute mentale era Dvapara-Yuga, e non avrebbe mai e poi mai dovuto togliersi quello specchio santo dalla spalla per il resto della sua vita. Abbattuto dal dolore provocato dal sacrificio di Xianglian, Kilik si allenò con Edge Master per tre anni, cercando di imparare a controllare il male dentro di sé e Kali-Yuga. Una volta che la sua formazione venne completata, Edge Master gli assegnò la prova finale di distruggere la Soul Edge. Kilik intraprese questa ricerca per purificare se stesso e la sua arma.
Arrivato in un porto indiano, Kilik conobbe Kyam, un pirata giapponese del Regno di Ryukyu, che, preso subito in simpatia il giovane, decise che avrebbe accolto la sua domanda per l'imbarco, a condizione che il capitano della nave, Maxi, fosse anche lui d'accordo. Mentre Kilik aspettava Maxi, una misteriosa nave si avvicinava, portando un attacco, guidata da Astaroth. Maxi diede aiuto a Kilik durante l'attacco, ma Astaroth riuscì a rimuovere Dvapara-Yuga, causando a Kilik uno squilibrio mentale che lo indusse ad attaccare Maxi. Maxi riuscì però a fermare Kilik abbastanza a lungo per rimettergli Dvapara-Yuga sulla spalle e, insieme a lui tornò a combattere. Gli uomini dell'equipaggio di Maxi, nonostante tutto, persero la vita durante il duello contro Astaroth e, deciso a vendicarli, Maxi decise di aiutare Kilik nella sua ricerca.
Più tardi, i due incontrarono Xianghua, un membro delle Guardie Imperiali della dinastia Ming, che aiutò i due nei loro viaggi. Né Kilik, né Xianghua erano a conoscenza del fatto che Xianglian fosse la sorella a lungo perduta della ragazza. Con l'aiuto di Maxi e Xianghua, Kilik assaltò il Castello di Ostrheinsburg e sconfisse Nightmare. Sebbene Maxi fosse stato dato per morto e Dvapara-Yuga venne distrutta, Kilik capì che aveva imparato a controllare i poteri dei demoni dentro di lui e che Kali-Yuga contribuiva alla sua sanità mentale dopo che Dvapara-Yuga era stata distrutta. Dopo la sconfitta di Nightmare, Xianghua e Kilik affrontarono l'entità demoniaca che animava la Soul Edge, Inferno, all'interno di una dimensione demoniaca. Kilik era troppo debole per combattere, e quindi Xianghua combatté in sua vece. Durante la battaglia, il suo ricordo di Tai Chi Jian trasformò la spada di sua madre in quella sacra, Soul Calibur, che le permise di sconfiggere Inferno. Alla fine, però, ella fu costretta a lasciare la spada in modo da trascinare Kilik al sicuro.

In seguito, Kilik tornò da solo all'eremo dell'Edge Master, per continuare a perfezionare la sua tecnica di neutralizzazione e purificazione dell'energia malefica. Quattro anni più tardi, avvertì il ritorno della Soul Edge, e iniziò un altro viaggio per sconfiggere Soul Edge una volta per tutte, in modo che potesse espiare i peccati che aveva commesso la notte del seme del male. Lungo la strada, incontrò di nuovo Xianghua con la quale continuò il viaggio.
Mentre purificavano una città infetta dal male, i due incontrarono un misterioso uomo chiamato Zasalamel. Kilik impegnò una battaglia con Zasalamel, ma venne immediatamente sconfitto. Prima di perdere conoscenza, Kilik, sentì l'uomo dirgli che se avesse avuto l'intenzione di sfidare la Soul Edge impreparato, sarebbe stato intrappolato nel suo buio abisso.
Si svegliò un mese più tardi nell'eremo dell'Edge Master, portato lì da Xianghua. Percependo un'energia terribile dentro le sue ferite, Edge Master eseguì un rito speciale per curarle. Kilik capì che non sarebbe stato in grado di sigillare Soul Edge, con la sua forza attuale. Portandosi una mano sul petto si accorse che il frammento di Dvapara-Yuga era sparito.
Edge Master successivamente ordinò Kilik di iniziare la formazione e si circondò di un alone scuro, simile ad una persona colpita dal mal seme. Armato solo di Kali-Yuga, Kilik si rese conto che il suo obiettivo doveva essere la forza del male all'interno di Edge Master. Dopo tre mesi, Kilik riusciì a lanciare un colpo di purificazione contro il suo maestro, sufficiente per liberare la mente del suo maestro, ma al tempo stesso, ferendolo gravemente.
Edge Master consegnò a Kilik un altro frammento di Dvapara-Yuga e una lettera da parte di Xianghua. In essa, la ragazza aveva scritto che avrebbe migliorato le sue capacità e riguadagnato il suo coraggio, e credeva che, insieme, sarebbero stati in grado di distruggere la Soul Edge. Con queste parole, Kilik ancora una volta, si dirigeva a ovest per perseguire il male.
Dopo aver terminato il suo ultimo allenamento, Kilik si rese conto che Soul Calibur era un'entità non diversa da Soul Edge. I loro poteri dovevano quindi essere bilanciati in modo da poterli eliminare a vicenda.
Durante il lungo viaggio in compagnia di Xianghua sapeva dei sentimenti che lei provava nei suoi confronti, ma non poteva assecondarli per rispetto di Xianglian, la donna che ai suoi occhi era stata come una sorella maggiore. Ogni volta che Xianghua sorrideva, lui ricordava il fatto che aveva ucciso Xianglian con le sue mani.
Avvicinatisi alla maledetta città di Ostrheinsburg, Kilik pianificò di lasciare Xianghua quando sarebbe stato il momento giusto. Si era convinto che doveva tentare da solo di conseguire l'equilibrio tra le due spade, o morire provandoci.
La luce della luna filtrava attraverso una finestra.Kilik sorrideva mentre accarezzando la guancia della dormiente Xianghua ancora una volta, e le lasciò il suo ciondolo, ricordo di sua sorella maggiore. Era una notte di 24 anni prima, quando la pioggia del male aveva riversato la follia nel tempio di arti marziali di Ling-Sheng Su. Impazzito per l'energia malefica, Kilik non solo aveva ucciso gli studenti del tempio, ma anche la donna che amava come una sorella, Xianglian. in seguito, si recò a studiare presso l'antico immortale Edge Master, al fine di mantenere l'energia del male sotto controllo. Arrendendosi al suo destino, Kilik decise di interferire nella battaglia tra la fonte del male, Soul Edge, e la spada dello spirito Soul Calibur, per trovare un modo per fermarle. Fu un percorso duro, nel quale dovette abbandonare tutti. Una di queste persone era la giovane donna che lo amava teneramente, Xianghua. Kilik aveva comunque accettato il suo terribile destino del tutto, "È perché tu mi hai accettato, che posso vivere con il mio destino". Prima dell'alba, Kilik non c'era più. Per espiare i suoi crimini, egli proteggerà il mondo della sua amata. "Questi erano tutti gli eventi alla fine del XVI secolo."
Kilik risulta essere uno dei personaggi preferiti della serie. Secondo due classifiche stilate rispettivamente dai siti IGN e Complex, il personaggio si è piazzato rispettivamente al nono e dodicesimo posto.

### Leixia
Yan Leixia è una quindicenne comparsa solamente in Soulcalibur V nonché amica di Maxi, Natsu e Xiba. Sebbene il padre di Leixia, Yan Wujin, sia un generale negli eserciti della dinastia Ming, sua madre ha contribuito maggiormente a renderla avventurosa. Dopo aver ascoltato i racconti di Xianghua, Leixia le promette di possedere la "Spada dell'Eroe" e si allena per raggiungere l'obbiettivo. I suoi lineamenti del viso ricordano quelli della madre Xianghua e indossa, come lei, un abito ispirato al fiore di loto blu. Sembra portare il ciondolo di Kilik, il Dvapara-Yuga. È finora apparsa nel solo Soulcalibur V e Soulcalibur: Lost Sword.

### Li Long
È doppiato da: Jin Yamanoi (Soul Blade) e Masaya Takatsuka (Soulcalibur III) (giapponese)
Li Long (?, リ・ロン, Ri Ron) è un guerriero cinese armato di nunchaku. È apparso solamente in Soul Edge e in Soulcalibur III come personaggio bonus. Il suo stile di combattimento ha ispirato quello di Maxi.

### Lizardman
Lizardman (リザードマン?, Rizādoman) è un rettile antropomorfo armato di ascia e scudo (sebbene in Soulcalibur V utilizzi per la prima volta due asce). Fa la sua prima apparizione in Soulcalibur.
Il soldato spartano Aeon Calcos (アイオーン・カルコス?, Aiōn Karukosu) (Αίών Καλκος, in greco) così come Sophitia, era uno dei ventiquattro guerrieri che furono a conoscenza dell'oracolo di Efesto, il quale voleva che la Soul Edge fosse distrutta. Armato della XI Sword, forgiata dal dio, fu trovato da un gruppo di viaggiatori del deserto che lo reidratarono e lo portarono con loro al villaggio. Per ripagarli, Aeon insegnò loro le tecniche di spada; nel frattempo però Siegfried Schtauffen aveva accidentalmente scatenato il "seme malefico" e Aeon si trasforma in un pazzo sanguinario che massacra ogni abitante del villaggio. Il creatore di Astaroth, Kunpaetku, sentendo la storia di Aeon decide di catturarlo e di effettuare esperimenti sul suo corpo, trasformandolo in Lizardman. A questi fu ordinato di rapire Bangoo, il figlio adottivo di Rock, in Europa, cosicché avrebbe potuto recuperare la propria anima. Tuttavia Rock lo sconfigge impugnando la Soul Edge. La delusione cocente porta Lizardman in uno stato confusionale, superato il quale tenta in tutti i modi di ripristinare il suo vecchio corpo, senza però riuscirci e per questo maledice il dio Efesto per averlo abbandonato. Dopo un po' di tempo comincia a perdere gradualmente la sua umanità e la memoria; tuttavia, riesce comunque a mettere su un gruppo di "lizardman" come lui, si rende conto che la sua anima è stata presa dalla Soul Edge e decide di andare a recuperarla.
Nel 2002 un sondaggio della Namco sui personaggi preferiti in Soulcalibur II vide Lizardman piazzarsi all'ottava posizione col 2.53% dei gradimenti.

### Maxi
Maxi (マキシ, Makishi, anche scritto come真喜志) è un pirata finora apparso in tutti i capitoli della serie. Combatte con un nunchaku; in Soulcalibur era chiamato Fatibal, da Soulcalibur II in poi invece Soryuju. Malgrado utilizzi un'arma a corto raggio, Maxi è molto rapido ed efficace.
Si presenta come un ragazzo molto attraente, con una pettinatura "a banana" simile a quella del cantante Elvis Presley. Solitamente è a torso nudo o indossa una giacca bianca aperta. Lo si può scegliere con i capelli neri oppure biondi.
Figlio di un commerciante navale del regno di Ryukyu (oggi Okinawa), Maxi è cresciuto sulla nave del padre, e fin dalla giovinezza imparò ad usare il nunchaku come arma di difesa, diventando un eccellente combattente. Un giorno, sulla nave s'imbarco un uomo che utilizzava anch'esso un nunuchaku; il suo nome era Zhang Wu, ma pare che in realtà non fosse altro che Li Long sotto falsa identità, che navigava in cerca del samurai Mitsurugi. In un impeto di superbia e orgoglio, Maxi sfidò l'uomo a duello, venendo sconfitto: impressionato dalla sua forza Maxi chiese all'uomo di diventare il suo maestro; Zhang accettò e per tutto il viaggio insegnò a Maxi, che accrebbe di molto le sue capacità di combattente. Alla morte del padre, Maxi ne ereditò la nave, e decise di dirigersi verso l'occidente, per scoprire quanto è vasto il mondo e visitare nuovi luoghi, diventando un pirata. Mentre si trovava in un porto indiano, venne avvicinato da un uomo chiamato Kilik che cercava un passaggio verso occidente; prima dell'imbarco però, la sua nave venne attaccata da un'orda di mostri guidati da Astaroth. Lottando fianco a fianco con Kilik, Maxi riuscì a respingere l'attacco, non prima però che il suo intero equipaggio venisse completamente massacrato. Giurando vendetta verso Astaroth, Maxi seguì Kilik e la sua compagna, una giovane spadaccina cinese di nome Xianghua nel loro viaggio alla ricerca della Soul Edge. Arrivati in Europa, nei pressi del castello di Ostherinsburg, i tre amici trovarono Astaroth e i suoi mostri ad aspettarli, e mentre Kilik e Xianghua si addentrarono, Maxi affrontò Astaroth in un duello all'ultimo sangue: riuscì infine a sconfiggere il mostro, ma a causa di un malefico causato al dio Ares, Maxi venne inghiottito dalla terra, e scomparve. Si risvegliò sul letto di un fiume, dove venne trovato da anziano che si prese cura di lui. Maxi trascorse un lungo periodo di pace nel villaggio dell'uomo, fino a quando non sentì raccontare di un orribile gigante nero che brandiva un'ascia: convinto che si trattasse di Astaroth, decise di riprendere il suo viaggio alla cerca del mostro per ucciderlo. Purtroppo Maxi era ancora debole per le sue ferite; per poter recuperare le forze si recò presso l'uomo della medicina del villaggio. Il curatore utilizzò un frammento della Soul Edge per eseguire un rituale di guarigione, e a causa di ciò Maxi perse ogni ricordo dei suoi due ex compagni di viaggio. Nel suo vagare Maxi s'imbatte nelle rovine di un tempio, dove incontrò un uomo chiamato Kunpaetku, che scoprì essere colui che creò Astaroth. Maxi sentì il desiderio di uccidere l'uomo, quando cominciò a sentirsi male e, lentamente, a recuperare i suoi ricordi. Poco tempo dopo, Maxi tornò al porto indiano per rendere omaggio ai suoi compagni caduti: qui ritrovò Kilik e Xianghua, ma a causa del frammento di Soul Edge nel suo corpo, non poté riprendere a viaggiar con loro, in quanto questo contrastava coi poteri di Kilik. Maxi proseguì così da solo la sua ricerca del "Gigante Nero", suo nemico giurato.
Viene doppiato da Doug Boyd in Soulcalibur II.
La rivista Play Generation lo classificò come il secondo personaggio più tamarro dei videogiochi usciti su PlayStation 2 tenendo conto della sua apparizione in Soulcalibur III.

### Mitsurugi
È doppiato da: Toshiyuki Morikawa (Soul Blade (arcade)), Wataru Takagi (Soul Blade (console)-attuale) (giapponese) e Scott Keck (Soulcalibur II)
Mitsurugi, il cui nome completo è Heishiro Mitsurugi (御剣 平四郎?, Mitsurugi Heishirō). Ha fatto la sua prima apparizione in Soul Blade e da allora è apparso in tutti i capitoli della serie.
Mitsurugi è un uomo di circa 29 anni, alto e robusto. Ha uno sguardo minaccioso e il viso malrasato. I suoi capelli sono neri e molto lunghi, a volte raccolti in una lunga coda. Solitamente lo si può scegliere in diverse versioni: con il kimono, intero e a torso nudo, o con l'armatura tipica dei samurai.
Samurai che viaggia per il mondo in cerca di avversari sempre più forti, maestro nell'uso della katana, Mitsurugi è ispirato al celebre Musashi Miyamoto, samurai realmente esistito.
Nato a Bizen, Giappone, in origine Mitsurugi era figlio di un contadino, la cui fattoria subì numerose perdite nel corso degli anni, dovute ai briganti e alla guerra; stanco di tutto ciò Mitsurugi decide di intraprendere la via della spada per divenire un samurai. Anni dopo Mitsurugi diventa un guerriero temuto da tutti, per la sua abilità con la spada e la sua ferocia in combattimento, ma quando sui campi di battaglia appaiono i primi fucili, capaci di sbaragliare un intero battaglione, Mitsurugi decide di lasciare il Giappone per recarsi in Europa alla ricerca della leggendaria Soul Edge, l'arma suprema. Vagò per anni in cerca della spada maledetta, ma infine ne perse le tracce. Tornato in patria, sfidò a duello un fuciliere, ma venne sconfitto, colpito ad una spalla da un proiettile. Decise allora di sparire dalle scene, in un viaggio d'allenamento per perfezionare la sua abilità di spadaccino, per poter in seguito vendicarsi (Soul Edge). Recatosi in seguito al castello Xiwei, salvò la vita di un uomo da alcuni assassini, e questi, per ringrazialo, gli regalò un frammento dalla Soul Edge in suo possesso. A causa di questo frammento, Mitsurugi divenne l'obiettivo di una misteriosa setta di ninja, guidati da una misteriosa donna di nome Taki (Soulcalibur II). Anni dopo Mitsurugi divenne un mercenario che si unì ai ribelli che si opponevano al governo. Quando però venne a sapere del misterioso "cavaliere azzurro" (Nightmare) in grado di sconfiggere un intero esercito da solo, eccitato dall'idea di misurarsi con un avversario di tale valore, si mise sulle sue tracce, imbarcandosi nuovamente per l'Europa. Sulle sue tracce si mise, oltre a Taki, anche una donna di nome Setsuka, intenzionata ad ucciderlo per vendicare la morte del suo maestro, ucciso proprio da Mitsurugi (Soulcalibur III).

### Natsu
Natsu è una giovane ninja apparsa nel solo Soulcalibur V, capitolo dove affronta Patroklos assieme a Maxi, Xiba e Leixia per poi aiutarlo nella sua avventura. Il suo stile è pressoché identico a quello di Taki.

### Necrid
Necrid (ネクリッド?, Nekuriddo) è un umanoide calvo, verde e muscoloso. I suoi occhi sono rossi brillanti, e piccole protuberanze ossee fuoriescono dal suo braccio sinistro, sulla schiena, sulla mascella,  e ha una cresta tipo Mohawk sulla testa. Le dita della sua mano destra hanno artigli appuntiti, ma la mano sinistra è molto più grande ha solo tre dita, con artigli simili a chele ossee. Due corna larghe, tipo ariete, escono dai lati opposti del suo polso; i suoi vestiti si limitano a pantaloncini blu scuro, grossi sandali di metallo tenuti al piede da bende, e un'armatura che copre il suo addome, i lati delle gambe e il braccio destro. Un rubino pulsante, descritto da McFarlane come "impianto energetico" è situato in uno strato di metallo circolare infilato nel suo petto. Con i suoi 6 piedi e mezzo di altezza, Necrid è il secondo personaggio più alto di tutta la serie. Il costume alternativo di Necrid lo fa apparire più pesante, squamato, con la pelle arancio-rossastra. Gli occhi sono verde acqua, i pantaloncini sono neri e gli occhi color zaffiro. Le protuberanze ossee sono più grandi e risiedono sul solo braccio sinistro e sulla spalla, e sembrano cristallini. Una spalliera copre la spalla destra ed è fissata al rubino attraverso una pettorina. Veste un'armatura, con bende attorno allo stomaco e una maschera, tenuta da due strisce, gli copre la faccia.
Necrid è un guerriero che ha combattuto e sconfitto un vecchio possessore della Soul Edge venendo successivamente spedito in una dimensione in cui viveva lo spirito della spada, Inferno. Anziché combatterlo, scappa rimanendo intrappolato nella dimensione per anni. Bloccato fisicamente e mentalmente nella dimensione, riesce a fuggire quando gli eventi di Soulcalibur erano prossimi, ma scopre che senza l'energia scaturita dalla dimensione, proverebbe tanto dolore da portarlo alla morte. Dalla dimensione esce col corpo drasticamente mutato e la sua memoria e la sanità mentale inizialmente perdute. Attaccando i viandanti, si imbatte in un frammento di Soul Edge scoprendo che il dolore si attenua. Si mette così alla ricerca degli altri frammenti, utilizzando l'energia del suo petto per creare delle armi; durante il viaggio incontra Talim, anch'ella alla ricerca della spada, e la aiuta a sconfiggere il risorto Inferno. Nel corso delle battaglie riprende lentamente la memoria. Durante la battaglia di Kilik e Xianghua contro Inferno, Necrid intuisce che l'esistenza della Spada Spirituale è pericolosa per lui. Così salta attraverso il vuoto che si è venuto a creare per fuggire dal Caos, la dimensione che lo ha precedentemente imprigionato. Cerca i frammenti della Soul Edge per alleviare il suo dolore.
Necrid è comparso solo in Soulcalibur II, e fu inserito nella versione casalinga del gioco, non in quella arcade. Quando fu chiesto se il personaggio si sarebbe visto in Soulcalibur III, Yotoriyama rispose che "Necrid è andato in vacanza."
Necrid attacca usando Maleficus, una manifestazione fisica dell'energia della Soul Edge tramutabile in diverse armi. È capace di far fuoriuscire e riassorbire l'energia a piacimento, tuttavia utilizza anche mosse acrobatiche e calci.
Fa la sua prima apparizione in Soulcalibur II. È stato disegnato da Todd McFarlane, attraverso una collaborazione con la Namco, venendo inserito in Soulcalibur II e poi messo in vendita come action figure. Essendo disegnato da McFarlane, Necrid è costruito diversamente dagli altri personaggi Namco, poiché mira al target di audience del Nord America. Il suo linguaggio è incomprensibile e non è stato utilizzato alcun doppiatore.

### Nightmare
Noto anche come il Cavaliere Azzurro, Nightmare non è altri che la volontà della Soul Edge, incarnata nei resti della corazza di Siegfried Schtauffen (quest'ultimo viene soggiogato dalla spada malefica). È l'antagonista principale della storia. Stringe un'alleanza con Astaroth, per assaltare il Castello di Ostrheinsburg.

### Olcadan
Olcadan è un personaggio apparso per la prima volta in Soulcalibur III. Nell'edizione giapponese è doppiato da Shigenori Souya.
Nato in un'era mitologica, Olcadan è un uomo che conosce ogni abilità di qualsiasi tipo di arte di combattimento. Con la sola eccezione di un combattimento finito in parità, egli ha sempre sconfitto ogni avversario. Così ha iniziato ad affrontare gli Dei. Ha trovato e sconfitto il grande gufo, messaggero del dio della guerra. La rabbia del dio maledice Olcadan, trasformandolo in un gufo antropomorfo. Da allora la gente tenta di catturarlo per ottenere il perdono del dio. Le streghe conosciute come "le sagge della quercia" vengono inviate contro di lui, approfittando del voto che lui fece affinché diventi imbattibile, e lo catturano. Il dio della guerra appare come un grande gufo senza testa e invia Olcadan in un'antica rovina sprofondata al di sotto della Terra. Incapace di trovare un'uscita, si arrende e accetta il destino cadendo in un profondo sonno.
Il potere del male, comunque, ha rotto il sigillo del labirinto permettendo ad Olcadan di scappare. Uscendo fuori dopo tanto tempo, apprende che il mondo è significativamente cambiato; tuttavia non è affatto preoccupato di ciò, ha sempre saputo che le onde poderose che l'hanno liberato erano indubbiamente il grande potere di quell'epoca.
Impara a sopravvivere nella nuova era insegnando le tecniche di combattimento che aveva appreso da solo nel corso dei vari anni. Allora decide, al fine di risvegliare i propri sensi battaglieri assopiti a causa del lungo sonno, di affrontare il più forte avversario che ci fosse in quell'epoca: le due spade leggendarie, che ai suoi tempi erano giovani e deboli, create da mani umane, ma ora tengono testa alla potenza degli Dei.
Dopo aver sconfitto Abyss, Olcadan nel finale A distrugge la Soul Edge ed allena degli spadaccini affinché diventino più forti, per poter così fronteggiare qualcuno alla sua altezza; nel finale B, prende la spada e la vende per una manciata d'oro.
Olcadan usa le armi Ancient. Non si sa nulla su di loro, ma è probabile che Olcadan le abbia costruite con le proprie mani. Sono custodite in una scatola raffigurante il suo simbolo. Queste armi sono ben bilanciate e non hanno poteri speciali.

### Patroklos
Figlio di Sophitia e fratello minore di Pyrrha, Patroklos Alexander è il ragazzo protagonista di Soulcalibur V. Dopo una serie di vicende, riesce a liberare Pyrrha dalla maledizione della Soul Edge ed a convincerla a distruggere entrambe le spade leggendarie di cui sono venuti in possesso. Come i propri familiari, Patroklos utilizza una spada ed uno scudo, ma quando entra in possesso della Soul Calibur si trasforma in α Patroklos. In questa circostanza, il suo stile di combattimento diviene identico a quello di Setsuka.

### Pyrrha
Pyrrha Alexandra è la co-protagonista di Soulcalibur V con Patroklos nonché sorella di quest'ultimo. Grazie al fratello, viene liberata dall'influenza malvagia della Soul Edge che la perseguita lungo la storia. Il suo stile molto aggraziato ricorda quello di Sophitia e Cassandra, ma diviene più brutale ed aggressivo quando la Soul Edge la trasforma nella spaventevole Pyrrha Ω.

### Raphael Sorel
Raphael Sorel (ラファエル・ソレル?, Rafaeru Soreru) è un nobiluomo francese. Fa la sua prima apparizione nel capitolo Soulcalibur II, per poi ritornare anche nei capitoli seguenti. Raphael appare in Smash Court Tennis Pro Tournament 2 come personaggio sbloccabile. Viene doppiato da Yasunori Masutani in Soulcalibur III e da Paul Jennings in Soulcalibur II.
Raphael è un nobiluomo francese che rinnegato dalla sua famiglia in seguito a un omicidio, è costretto a lottare costantemente per la sua sopravvivenza. Ha una personalità forte e orgogliosa, che lo rende un uomo talvolta ostile. Come ogni nobiluomo della sua epoca, egli è stato educato all'utilizzo della spada, in particolari agli stocchi, e il suo stile di combattimento richiama quello di uno schermidore. La maggior parte delle armi di Raphael sono specifiche per compiere affondi, compreso il suo fioretto principale. A dispetto di ciò, molti dei suoi attacchi sono dei tagli. Sebbene molte delle sue spade portino il nome di armi storiche, quasi nessuna di queste assomiglia alla sua controparte reale. Egli si presenta come un uomo alto, biondo e con gli occhi azzurri, dall'incarnato roseo, e una corporatura snella, forgiata e fiera. Dal terzo capitolo in poi però, la sua carnagione diventa biancastra, quasi vampiresca, e i suoi occhi mostrano un riverbero rossastro. Il suo nome è ispirato a quello del pittore italiano Raffaello Sanzio. Inoltre, Raphael è mancino, caratteristica analoga all'artista.
Raphael, giovane appartenente alla famiglia Sorel, è stato allevato con fioretto e medicina come suoi giochi d'infanzia. Il suo carattere rigoroso e ostinato gli ha creato vari nemici, ma le sue qualità e la sua fermezza rappresentavano delle promettenti caratteristiche tra i nobili. Sfortunatamente, Raphael fece un grave errore durante l'anno del famigerato Seme della Malvagità e uccise un nobiluomo, sostenuto dalla sua famiglia. Quest'ultima decise, allora, di scacciarlo dal casato, mentre la famiglia della vittima lo inseguiva. Raphael perciò si nascose in una piccola cittadina per fuggire dai suoi inseguitori. Qui incontrò una giovane ragazza di nome Amy, la quale lo nascose, mentre era ancora debole, dai suoi nemici. Questa fu la prima volta in cui Raphael si trovò in debito per la propria salvezza con qualcuno, e ciò gli causò delle emozioni mai sperimentate prima: Amy divenne un'insostituibile presenza nella sua vita. Convinto che il caos della guerra nella Francia di quel tempo non fosse un luogo sicuro per vivere, Raphael decise di portar via Amy, ma non riuscì a far in modo che lei aprisse il suo cuore al mondo. Un giorno, Raphael ricevette una lettera con alcune illusioni al Seme della Malvagità: non ci mise molto a capire che c'era un collegamento tra il Seme della Malvagità e l'insanità del nobile che lo attaccò, e così venne a conoscenza che la sorgente di tutto quel male era una spada maledetta di nome Soul Edge. Egli rifletté sulle conseguenze che potevano incombere se la spada fosse entrata in possesso di quei nobili: essi si sarebbero distrutti tra di loro dall'interno; Raphael decise quindi di recuperare la spada da sé, con lo scopo di debellare la guerra tra i nobili e creare un futuro migliore per la sua figlia adottiva Amy. Era determinato ad ottenere la Soul Edge con ogni mezzo per il bene della giovane ragazza, e mise insieme un piano per realizzare il suo fine. Nella sua ricerca della Soul Edge, Raphael si mise all'inseguimento del suo possessore, il cavaliere azzurro Nightmare, trovandolo presso il castello di Ostrheinsburg, ma dopo una dura battaglia venne sconfitto. Il suo corpo era indebolito e la sua coscienza stava svanendo. Raphael rivolse dunque lo sguardo verso il cavaliere azzurro, che si preparava ormai a lanciare il suo colpo finale, e, in quel momento, pronunciò il nome di Amy. L'emozione pervase Raphael, costringendo il suo corpo a muoversi. Il disperato colpo che rilasciò trafisse il centro dell'occhio della Soul Edge, e il suo avversario si contorse dal dolore. Questa fu l'ultima cosa che ricordò prima di perder conoscenza. Una volta ripresosi, scoprì di essere ancora vivo e che il cavaliere azzurro se n'era andato senza ucciderlo. Raphael riportò il suo corpo indebolito alla villa; passò molti giorni in punto di morte, ma infine si ristabili. Tuttavia, non notò l'energia malvagia che la Soul Edge aveva insinuato nelle sue ferite. Egli stava già diventando maligno durante la sua ricerca, e quando se ne accorse la trasformazione era ormai completa. I sintomi si erano diffusi anche in Amy, probabilmente infettata mentre curava le sue ferite. La loro mente era intatta, ma soffrivano di strani sintomi: la loro pelle divenne pallida e i loro occhi brillarono di rosso. Si sentivano deboli e lenti di giorno, ed assetati di potere di notte: non ci volle molto affinché la gente si insospettisse del loro comportamento; pensando che fosse un qualche genere di piaga, venne deciso di scacciare quei nobili sospetti. Furioso, Raphael avrebbe voluto vendicarsi dell'affronto, ma avendo a cuore la salute di Amy decise di andarsene senza spargere sangue. Viaggiarono per tutta Wallachia e alloggiarono in un castello in rovina nei pressi di un terreno roccioso, avvantaggiandosi rispetto alla guerra che tergiversava in tutta la terra. Raphael, però, non aveva intenzione di passare tutta la vita a fuggire. Mentre Amy diventava progressivamente un essere incapace di interagire con il mondo, egli concluse che il mondo sarebbe cambiato per loro. Iniziò a diffondere la piaga malvagia, rendendo suoi sudditi gli uomini del borgo vicino. Un giorno però, Raphael scoprì che gran parte dei cittadini trasformati erano ritornati alla normalità grazie ad un oggetto chiamata "pietra sacra", un amuleto portato da un visitatore recente. Raphael cercò di rubarla, ma appena l'afferrò fu pervaso dal dolore, proprio come se stesse bruciando. Arrabbiato, Raphael distrusse la pietra. Si chiese dunque, se esisteva un'altra "pietra sacra" o qualche altro amuleto simile nel mondo. Sentendosi minacciato, Raphael decise di avventurarsi alla scoperta della vera natura della pietra, così da poterla distruggere. Proprio la notte della partenza un esercito marciò sino alla base del castello, attirato dalle anomalie nella regione. Raphael diede l'addio ad Amy, prima di affrontare l'intera armata da solo. Raphael è destinato a battersi in Soulcalibur II contro Nightmare, e contro Talim in Soulcalibur III.
In Soulcalibur IV invece, dopo aver ottenuto la Soul Calibur e aver visto che non succede nulla, uccide la sua servitù.

### Rock
È doppiato da: Takashi Nagasako (Soul Blade-Soulcalibur), Minoru Inaba (Soulcalibur III) e Tōru Ōkawa (Soulcalibur IV-attuale) (giapponese)
Nathaniel William "Rock" Adams (アダムズ ロック?, Adamuzu Rokku) è un combattente armato con un martello gigante di origini inglesi. Fa la sua prima apparizione in Soul Edge.
Rock è un uomo imponente, dal fisico massiccio e dalla forza smisurata; nonostante sia sulla soglia della mezza età, conserva ancora tutta la sua energia. Rock è sempre abbigliato come un gladiatore, lasciando scoperte ampie zone del suo corpo; caratteristica interessante di Rock, è la particolarità di indossare elmi a foggia di testa d'animale. Viene doppiato da Takashi Nagasako nella versione di Soul Edge e Soul Calibur, da Minoru Inaba in quella di Soulcalibur III e da
Wally Burr in quella inglese di Soulcalibur III e IV.
Figlio del venditore d'armi Mr. Adams, Nathaniel Williams ottiene il soprannome "Rock" grazie alla sua immensa forza. Il padre di Rock fece un'offerta per la Soul Edge ad un'asta segreta, e la portò a casa in nave quando fu attaccato dal pirata Cervantes de Leon. Il padre di Rock corse verso la stiva per nascondere la spada, e sua moglie gli corse dietro per fermarlo; a Rock fu detto di aspettare lì dove stava fino al loro ritorno, ma questi non tornarono mai più. La nave affondò e Rock si ritrovò sulle rive del Nuovo Mondo, dove conobbe la vita dei nativi americani. Tentò allora di aggregarsi ad una tribù del posto, ma essi erano spaventati dal "Gigante Bianco", e l'unico che non aveva paura di lui era un giovane ragazzo apache, Bangoo, i cui genitori furono uccisi da una tribù rivale. Rock, divenuto adulto, adottò Bangoo. Alla fine Rock riacquistò i suoi vecchi ricordi e decise che la Soul Edge l'avrebbe aiutato a riacquistare completamente la memoria, così armato di sola ascia attraversa i mari sperando che la spada faccia ancora parte del suo destino. Durante una battaglia in Grecia, con Sophitia Alexandra, combatté senza convinzione e quando la ragazza gli chiese il perché dei suoi attacchi esitanti, lui si rese conto che stava lasciando crescere Bangoo da solo e che forse sarebbe stato meglio se non l'avesse mai adottato. Ringraziò Sophitia per il suo aiuto e tornò dal figlio, ma un giorno Bangoo fu rapito da un gruppo di uomini lucertola capitanati da Aeon Calcos per rubargli l'anima. Rock tornò così in Europa e alla fine sconfisse Calcos, distruggendo la sua fidata ascia. Salvò il figlio, nonostante non abbia mai capito il perché del rapimento. Rock decise di non tornare nel Nuovo Mondo, poiché Bangoo era ancora troppo piccolo per affrontare un viaggio del genere e quindi si rifugiarono nel Nord Europa, e fece sì che il figlio avesse un'istruzione e si allontanasse dalla mentalità limitata dei nativi. Dopo che Bangoo era partito per far ritorno nella madre terra, Rock si mise nuovamente alla ricerca della Soul Edge volendo riaffermare la sua forza e la sua volontà. Rock arriva anche a traversare le Alpi, ma viene attaccato da Astaroth e sconfitto, riuscendo però a scampare alla morte. Ripresosi dalle ferite provocategli dal "Gigante Nero", capì che doveva fermarlo e si rimise nuovamente in viaggio. Quando ritrova Astaroth, questi è servo di Nightmare, ma quello che Rock sta cercando è qualcosa di più di una semplice prova di forza; c'è qualcosa di più grande che lo attende.

### Setsuka
Setsuka (雪華?) è un'affascinante combattente di origini giapponese da parte del padre e portoghese da parte della madre. È armata di una lama Iaito nascosta nel manico di un parasole di carta dipinto ad olio. Non si conosce nulla della sua arma, ma si crede sia un regalo del suo maestro. Ugetsu Kageuchi significa "cormorano al chiaro di luna, oscurità interiore". Setsuka usa uno stile chiamato Iaijutsu, incentrato nell'estrarre, colpire, pulire e ritirare la lama col minor numero di movimenti possibili.
I disegnatori di Soulcalibur III intendevano presentare Setsuka come una donna che ricordasse un fiore, enfatizzando la forma della sua silhouette e del suo affascinante kimono. In tutte le sue incarnazioni, Setsuka viene sempre raffigurata indossando un kimono o un vestito simile. In Soulcalibur III è simile alle Oiran, che vestivano in modo simile alle geisha. Uno dei calci di Setsuka si chiama "Oiran kick". Setsuka è probabilmente ispirata a Lady Snowblood, un'eroina del cinema giapponese in cerca di vendetta e che nasconde una katana in un ombrello. Viene doppiata da Nanaho Katsuragi nella versione giapponese della serie e da Kari Wahlgren in quella inglese.
Setsuka non è nata in Giappone e presenta le caratteristiche delle donne europee. Tuttavia è cresciuta lì, ed è sempre stata guardata con disprezzo a causa del suo aspetto. Scappata di casa fu presa in custodia da un uomo che la chiamo Setsuka (fiore di neve). Il suo tutore lavorava come guardia del corpo e insegnò a Setsuka le tecniche che usava per proteggere i suoi clienti, e di conseguenza per autodifendersi. Il tempo trascorse e Setsuka crebbe, diventando una bellissima donna, imparando ad ignorare coloro che continuavano a guardarla con sdegno, non lasciando più dubbi in se stessa. Un giorno il suo maestro le diede una lettera da consegnare molto lontano, così viaggiò per molti mesi fino a trovare il destinatario: un anziano maestro di arti marziali che dirigeva un dojo in un piccolo villaggio, che chiese a Setsuka di rimanere lì con lui ad allenarsi; lei rifiutò e si incamminò verso la via del ritorno. Tornata a casa trovò il maestro steso sul pavimento e ferito. Nonostante non gli avesse voluto rivelare come si fosse ferito, lei era certa che aveva perso un duello. Setsuka era preoccupata perché il suo maestro non avrebbe mai più potuto impugnare una spada, ma non se ne curava. Le lezioni continuavano, ma ora tra i due c'era qualcosa di nuovo e anche se il loro tenore di vita non gli permetteva niente di lussuoso, lui le comperò un elegante kimono a maniche lunghe. Ora i sentimenti che provava per lui erano più forti che mai.
Non si trattava né di affetto paterno né di reverenza per il maestro, ciò che lei capì di provare solo dopo la sua morte era amore. Setsuka ora ha finalmente imparato lo stile del maestro, in modo da poterne tramandare l'arte e vivere libera dalla paura. Prima di morire, il maestro rivela il nome del suo nemico: Heishiro Mitsurugi. Non versò neanche una lacrima per la morte del maestro, ma finalmente capì di amarlo e si rese conto di cosa vuol dire innamorarsi. Il maestro non avrebbe mai voluto che lei fosse legata a sentimenti di vendetta, ma lei era decisa. Con un amore immortale nel cuore, inizia un lungo viaggio con un solo obiettivo in mente: cercare uno spadaccino che abbia dedicato la sua vita a combattere, di nome Nightmare. Decide di rintracciarlo poiché crede che costui la possa portare dritta da Mitsurugi. Nel suo finale di Soulcalibur III, Setsuka rifiuta la Soul Edge e successivamente vede una donna in procinto di pugnalare alle spalle un uomo. La donna tenta di attaccarla, con insuccesso e quando l'arma va a terra Setsuka le dice che se la vendetta la farà felice, non sarà lei a fermarla; tuttavia apprende che la vendetta è qualcosa che non serve a niente.

### Seong Han-Myeong
Seong Han-Myeong (noto anche come Seung Han Myong) è padre e maestro di combattimento di Seong Mi-na. Appare nelle sole versioni casalinghe di Soul Edge Version 2.

### Seong Mi-na
Seong Mi-na è una giovane sudcoreana nata sul monte Jirisan, esperta nell'uso del guan dao, un'alabarda cinese. La sua prima apparizione è in Soul Edge; compare poi in Soulcalibur, Soulcalibur II e Soulcalibur III. Appare anche in Soulcalibur IV e nelle serie parallele come Soulcalibur: Broken Destiny e Soulcalibur Legends. Il suo nome può essere scritto sia Seong Mi-na che Seong Mi Na. Viene doppiata da Hekiru Shiina nella versione arcade di Soul Edge: Version II, da Yūko Miyamura in quella per PlayStation, da Molly Lin in Soulcalibur II e da Houko Kuwashima negli ultimi giochi. Secondo un sondaggio del 2002, Seong Mi-na è risultata essere il personaggio preferito della serie prima dell'uscita di Soulcalibur II.
Fin da piccola si è sempre allenata assieme al padre, Seong Han-Myeong, nel dojo di sua proprietà. Seung Mina è sempre stata affascinata dalle armi e ha imparato negli anni a utilizzarne una buona quantità in modo molto professionale: è persino riuscita a superare il padre nell'uso del guan dao. Malgrado le sue eccellenti doti da guerriera, a causa della mentalità maschilista del luogo, il padre decise di farla sposare con il suo figlio adottivo, Hwang Seong Kyung, perché lo riteneva un ottimo consorte e marito. Hwang partì volontario per l'esercito cinese, impegnato in guerra sulle coste del Giappone. Anche Mina voleva diventare parte dell'esercito, ma essendo una femmina non fu accettata.
Un giorno però Mina venne a sapere della Soul Edge, un'arma considerata "la spada della salvezza"; tentata di ritrovare questa fantomatica arma, fuggì di notte e si mise alla ricerca dell'arma. Durante il suo viaggio incontrò Hwang, che la informò che l'esercito giapponese stava avanzando verso la Corea e che era necessario tornare indietro; Hwang ritornò a casa con Mina, frustrata per non aver potuto trovare l'arma leggendaria. Passarono i giorni e Mina, stanca delle lamentele del padre che voleva un matrimonio tra lei ed Hwang, fuggì di nuovo. Durante il suo viaggio incontrò Ivy Valentine, un'alchimista anch'essa alla ricerca della Soul Edge. Mina venne a sapere da lei che la Soul Edge in realtà era un'arma demoniaca che consumava mente e corpo del detentore, e le consigliò di non cercare l'arma poiché troppo pericoloso per una ragazzina. Mina non le credette, pensando che volesse tenersi la Soul Edge tutta per sé, e la attaccò; Mina rimase incredula dinanzi alla spada magica di Ivy, in grado di allungarsi a dismisura, e fu sconfitta (questo incontro è stato spunto per un dojinshi hentai).
Dopo questa dura sconfitta, Mina continuò il suo viaggio, incontrando un vecchio ubriacone che, osservandola, si meravigliò, perché non aveva mai visto una duellante così giovane; l'anziano le consigliò di tornare a casa e restare al sicuro. Seung Mina si arrabbiò e cercò di colpire il vecchietto che, il quale schivava i colpi con una facilità estrema e senza accusare fatica. Dopo essersi stancata, Mina chiese all'anziano guerriero di allenarla. Il vecchio accettò e per un anno Seung Mina fu sua allieva. Un giorno il vecchio, andato a comprare da bere, scomparve e lasciò sola Mina; trovando una lettera d'addio, firmata "Kong Xiuiang" (in realtà padre di Xianghua, la detentrice della Soul Calibur), Seung Mina fissò per un po' il cielo e, dopo questo lungo allenamento, comprese di non dover sottovalutare mai il proprio avversario. Si allenò per altri due anni, fin quando Hwang la ritrovò e la riportò a casa.
Quattro anni dopo, Mina notò tra gli allievi del padre un certo Yun Seong, irritato perché Hwang aveva rifiutato una sua sfida. Mina si dispiacque per quel giovane e, siccome era pieno di talento, lo fece diventare un subordinato d'alto grado della famiglia e gli insegno lo stile del guan dao. Una notte Yun-Seong portò con sé i suoi oggetti e fuggì alla ricerca della Soul Edge. Seung Mina decise di partire alla ricerca di questo suo allievo, ma Hwang protestò. Dopo una discussione, Hwang si convinse e fece partire Mina. Mina viaggiò per la Cina alla ricerca di Yun-Seong. Durante il viaggio Mina venne a sapere di un grandissimo maestro d'armi che viveva in un tempio abbandonato; incuriosita si incamminò e, giunta al tempio, vide che era stato distrutto probabilmente anni prima. Le dissero che il maestro ora viveva nell'Himalaia e, dopo una lunga scalata, raggiunse l'uomo: il suo nome era Edge Master. Vedendolo, Mina chiese insistentemente di combattere: Mina perse pietosamente. Edge Master, conscio del potenziale di Mina, la allenò per alcuni mesi. Durante i pranzi o le pennichelle, Mina raccontava a Edge Master il motivo del suo viaggio. L'uomo, venendo a conoscenza delle intenzioni della ragazzina, ovvero trovare la Soul Edge, l'avvertì che la spada era dotata di poteri malvagi. Sicura che l'uomo non mentisse, Mina gli credette.
Dopo aver salutato il suo maestro, Mina riprese la ricerca di Yun Seong e, una volta trovato, lo avvertì della malvagità delle spade. Tornati a casa, Mina pensò che sarebbe stato divertente diventare una maestra e si dedicò all'insegnamento delle arti marziali.

### Siegfried
Siegfried Schtauffen è un ribelle tedesco protetto da un'armatura pesantissima ed armato di una spada enorme. Viene ricordato per essere uno dei personaggi principali della storia. La Soul Edge prende la volontà di Siegfried al fine di cacciare altre anime. Ora invece, Siegfried è mosso dal desiderio di esiliare per sempre la spada, nel tentativo di alleviare la propria coscienza e completare il proprio percorso di redenzione. Ma l'arma malefica lo tormenta con sussurri, e lui patisce nel dover uccidere, per difendersi, i nemici che si è procurato nel corso della possessione.

### Sophitia
Sophitia Alexandra è una bellissima lottatrice e vestale greca armata di spada e scudo. È sorella di Cassandra nonché madre di Pyrrha e Patroklos. Viene inviata dal dio Efesto a distruggere la Soul Edge, della quale prese un frammento che ha contaminato la sua famiglia. Durante i suoi viaggi, in cui tenta di annullare il male portato dalla spada, Soul Edge è diventata più potente che mai, e una voce le sussurra che sua figlia Pyrrha, che è contaminata dall'arma, morirebbe senza la sua energia. Decide così di impedire a chiunque di distruggere la Soul Edge.

### Taki

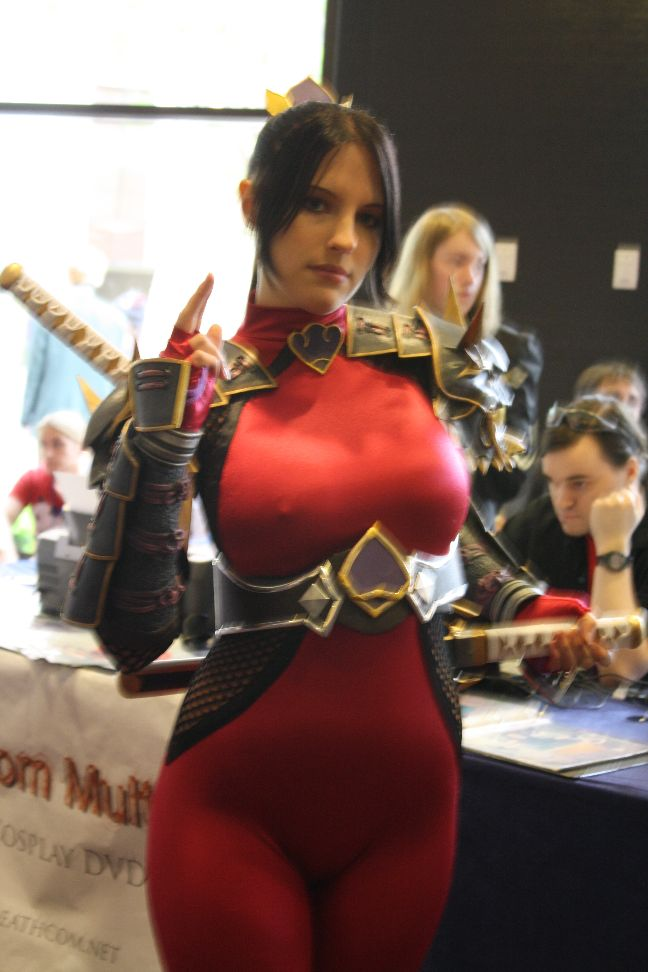
Cosplay di Taki

Taki è un'abilissima ninja cacciatrice di demoni. Decide di distruggere la Soul Edge che ha contaminato il suo maestro ninja. Sebbene sia poco efficace, è estremamente veloce. Richiede un allenamento per essere usata al meglio.

### Talim
Talim è una giovanissima guerriera nata nel Villaggio della Divinità del Vento. Si allea con Yon-Seong per ripristinare l'ordine sconvolto dalla Soul Edge.

### Tira
Tira è una perfida e folle servitrice di Nightmare dall'aspetto gotico. Dopo essere stata allevata da una setta di assassini (gli Uccelli Migratori) che l'educarono all'"arte dell'omicidio," si separa da loro per divenire servitrice di Nightmare. In combattimento utilizza una singolare lama a forma di anello.

### Viola
Viola (il suo nome originale è sconosciuto) è un'enigmatica maga e chiromante amica di Z.W.E.I. e, come quest'ultimo, non ricorda il proprio passato (sebbene sia stato dichiarato che proviene da "un luogo di rose e gigli"). Le sue armi sono una sfera magica ed un artiglio che utilizza negli incontri ravvicinati.

### Voldo
Voldo è un bizzarro personaggio che aspira a possedere quanti più frammenti possibili della Soul Edge. Combatte in modo imprevedibile utilizzando dei guanti artigliati.

### Xianghua
Xianghua Chai è una giovane e dolce spadaccina appartenente alla guardia imperiale cinese. Amica di Kilik e Maxi, viaggia con loro per distruggere la Soul Edge.

### Xiba
Il figlio di Kilik, Xiba, è un ragazzo ottimista armato di bastone lungo. Il suo stile di combattimento è, come quello del padre, incentrato su attacchi veloci e a lunga distanza. In Soulcalibur V, unico capitolo in cui appare, combatte contro Patroklos insieme a Maxi, Natsu e Leixia, per poi aiutarlo.

### Yoshimitsu
Yoshimitsu I (sostituito poi da Yoshimitsu II) è il nome del misterioso capo di una tribù di ninja. Aspira a possedere la Soul Edge per uccidere il Signore Nobunaga: l'autore della distruzione del suo clan. Dopo essere stato informato della sua malvagità, viaggia con un gruppo di ladri gentiluomini per distruggerla.

### Yun-Seong
Yun-Seong è un ragazzo coreano che viaggia per il mondo alla ricerca di Soul Edge per proteggere le persone che ama. È un ammiratore di Hwang che ha sfidato una volta. Durante il viaggio, in cui incontra Seong Mina e Talim ignora il loro suggerimento di rinunciare alla sua impresa, poiché l'arma lo corromperebbe.

### Zasalamel

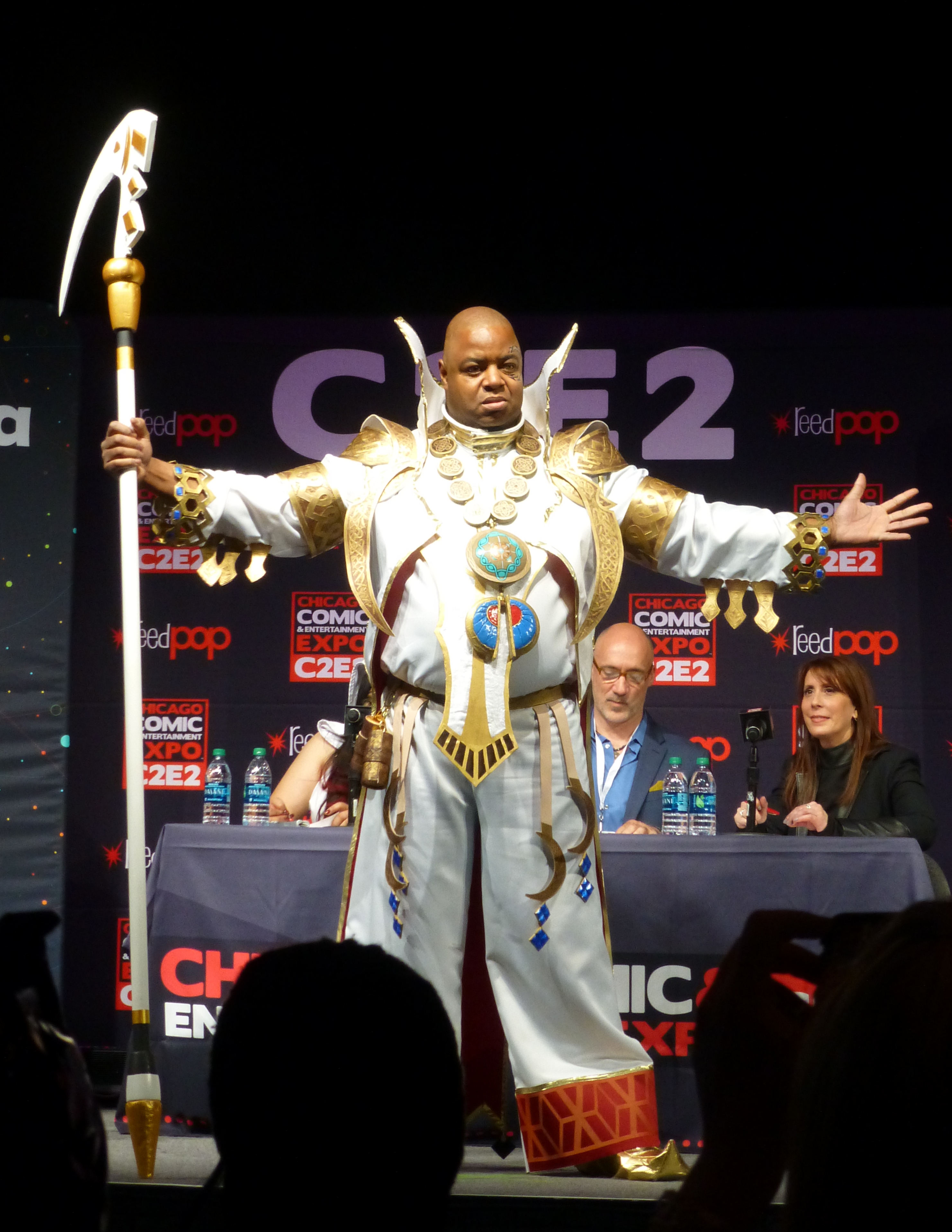
Cosplayer di Zasalamel

Zasalamel è un saggio condannato a reincarnarsi mantenendo, ogni volta, i ricordi di tutte le vite precedenti. Proviene da un'antica tribù, cui venne dato il compito di proteggere la Soul Calibur, la spada sacra opposta alla Soul Edge. Zasalamel era contrario all'editto della setta che vietava l'uso della spada, poiché neanche per difendersi è permesso l'utilizzo di armi. Quando tenta di impadronirsi della spada, viene scoperto ed espulso dalla tribù. Zasalamel iniziò a perseguire la conoscenza proibita dell'arte della reincarnazione, così ha continuato a vivere negli anni, ogni qualvolta moriva la sua anima si reincarnava in un altro corpo che cresceva in modo identico a quello originale. In più ogni volta che rinasce mantiene i ricordi della vita precedente, continuando così ad esistere come Zasalamel. Di secolo in secolo, Zasalamel perde ogni volta la gioia di vivere poiché la sua esistenza tramonta e il dolore della vita aumenta. Tuttavia non c'è modo di fermare il sortilegio; sarà reincarnato per l'eternità. In un tentativo di porre fine alla propria maledizione, Zasalamel mette gli occhi sulla Soul Edge. Vuole usare le sue proprietà di divoratore di anime per autodistruggersi una volta e per sempre, terminando il ciclo di reincarnazioni. Nonostante si fosse ucciso con la spada, nulla era cambiato, così Zasalamel va alla ricerca della Soul Calibur, ma quando arriva sul luogo dove esisteva la sua tribù non trova traccia di vita né della spada sacra. In Soulcalibur III, Zasalamel è intento ad impadronirsi di entrambe le spade, ma viene a sapere che la Soul Edge che era brandita da Siegfried, anche conosciuto come Nightmare, è stata sigillata e ha perso metà della sua potenza, mentre la Soul Calibur è stata infettata dal male e gradualmente sta perdendo potere. Al fine di riportare entrambe le lame al loro originario potere, ha bisogno di creare un nuovo Nightmare fatto solo di armatura, e di confondere la mente di Siegfried, l'unico portatore di entrambe le spade. Zasalamel è il nemico della maggior parte dei personaggi di SC3, poiché li vede tutti come potenziali ostacoli per il suo disperato piano di auto terminarsi. Nel suo stage, la Torre dell'orologio, attacca subito gli avversari con un gigantesco ingranaggio. Infine appare come boss finale, portando entrambe le spade e trasformandosi in Abyss. In Soulcalibur IV, poiché il potere scaturito da Soul Calibur e Soul Edge colpisce Zasalamel, quest'ultimo ha una visione del mondo moderno. Determinato affinché questa visione diventi realtà, fa in modo di ottenere entrambe le spade per infondere il loro potere in sé. Tuttavia, avverte il risveglio del Re Eroe Algol e, entusiasta all'idea di affrontarlo, si appresta a combatterlo per eliminare ciò che si frappone tra lui e la sua ambizione. Risveglia la Soul Calibur sperando di interrompere la sua maledizione. In Soulcalibur III entra in possesso di entrambe le spade leggendarie trasformandosi in Abyss, un essere mostruoso protetto da una corazza di placche ossee.

### Z.W.E.I.
Z.W.E.I. (il suo vero nome e anche l'acronimo sono sconosciuti) è un alleato di Siegfried che non ricorda nulla delle proprie origini. In battaglia alterna i propri attacchi di spada con quelli di E.I.N., un misterioso spirito dalle sembianze mannare che appare per aggredire l'avversario. Appare per la prima volta in Soulcalibur V. Entrambi i nomi sono: Due e Uno in lingua tedesca.

## Altri personaggi

### Personaggi bonus
Lista includente i personaggi "bonus" sbloccabili nei vari titoli della serie. Sono stati esclusi Amy, Arthur, Hwang, Li Long e Lizardman perché apparsi come personaggi bonus nei soli Soulcalibur II e Soulcalibur III.
| Personaggio  | Videogioco in cui appare | Arma                | Note                                  |
| ------------ | ------------------------ | ------------------- | ------------------------------------- |
| Abelia       | Soulcalibur III          | Spada e scudo       |                                       |
| Angol Fear   | Soulcalibur IV           | Lancia              | Stile di combattimento di Seong Mi-na |
| Ashlotte     | Soulcalibur IV           | Mazza gigante       | Stile di combattimento di Astaroth    |
| Assassin     | Soulcalibur II           | Spada cinese        | Stile di combattimento di Hwang       |
| Aurelia      | Soulcalibur III          | Catena con falce    |                                       |
| Berserker    | Soulcalibur II           | Ascia gigante       | Stile di combattimento di Rock        |
| Chester      | Soulcalibur III          | Daga e bombe        |                                       |
| Demuth       | Soulcalibur III          | Ventaglio metallico |                                       |
| Girardot     | Soulcalibur III          | Lancia              |                                       |
| Greed        | Soulcalibur III          | Kunai               |                                       |
| Hualin       | Soulcalibur III          | Bastone             |                                       |
| Kamikirimusi | Soulcalibur IV           | Tetsubo             | Stile di combattimento di Nightmare   |
| Luna         | Soulcalibur III          | Spada cinese        |                                       |
| Lynette      | Soulcalibur III          | Tamburini           |                                       |
| Miser        | Soulcalibur III          | Katana e shuriken   |                                       |
| Revenant     | Soulcalibur III          | Lame a mezzaluna    |                                       |
| Scheherazade | Soulcalibur IV           | Striscia (arma)     | Stile di combattimento di Amy         |
| Shura        | Soulcalibur IV           | Katane              | Stile di combattimento di Cervantes   |
| Strife       | Soulcalibur III          | Spadone a due mani  |                                       |
| Valeria      | Soulcalibur III          | Lame ai piedi       |                                       |

### Personaggi ospiti
Nella serie sono stati inseriti personaggi provenienti da altri media. Di seguito è presente il loro elenco:
| Personaggio                | Serie               | Gioco in cui appare         | Anno                |
| -------------------------- | ------------------- | --------------------------- | ------------------- |
| Haohmaru (DLC)             | Samurai Shodown     | Soulcalibur VI              | 2019                |
| YoRHa No.2 Type B (DLC)    | NieR Automata       | Soulcalibur VI              | 2018                |
| Geralt di Rivia            | The Witcher         | Soulcalibur VI              | 2018                |
| Devil Jin*                 | Tekken              | Soulcalibur V               | 2012                |
| Ezio Auditore              | Assassin's Creed    | Soulcalibur V               | 2012                |
| Kratos                     | God of War          | Soulcalibur: Broken Destiny | 2009                |
| Dart Fener                 | Guerre stellari     | Soulcalibur IV              | 2008                |
| Yoda                       | Guerre stellari     | Soulcalibur IV              | 2008                |
| Starkiller - L'apprendista | Guerre stellari     | Soulcalibur IV              | 2008                |
| Lloyd Irving               | Tales of Symphonia  | Soulcalibur Legends         | 2007                |
| KOS-MOS*                   | Xenosaga            | Soulcalibur III             | 2005                |
| Heihachi Mishima           | Tekken              | Soulcalibur II              | 2002                |
| Link                       | The Legend of Zelda | Soulcalibur II              | 2002                |
| Spawn                      | Spawn               | Soulcalibur II              | 2002                |
| Yoshimitsu                 | Tekken              | tutti i Soulcalibur         | tutti i Soulcalibur |

* Personaggio easter egg, nascosto, da assemblare nel editor dopo aver raggiunto un obbiettivo del gioco stesso.

## Personaggi non giocabili

### Night Terror
È il boss finale segreto di Soulcalibur III. Si presenta come una gigantesca creatura alata e armata della Soul Edge. Per poterlo incontrare è necessario seguire un determinato percorso (che varia in base al personaggio scelto), senza perdere nessun incontro, nella modalità "Storie di anime e spade".